# كنارزاغان (غرمسار كرمان)
کنارزاغان (بالفارسية: کنارزاغان) هي منطقة سكنية تقع في إيران في قسم غرمسار الریفي. يقدر عدد سكانها بـ 16 نسمة .